# الأسرار المقدسة

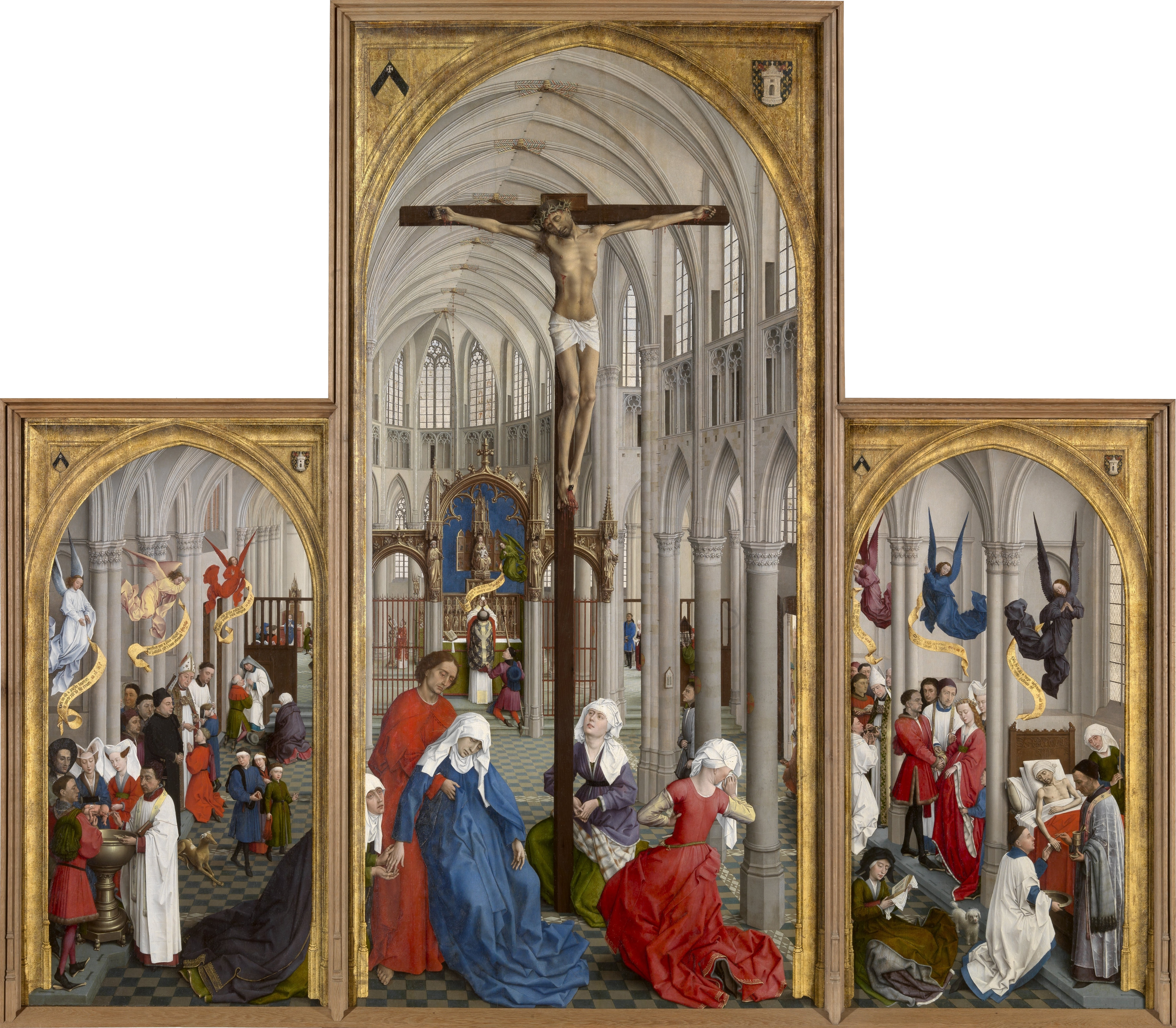
لوحة الأسرار السبعة المقدسة الدينية، بريشة روجير فان در فايدن عام 1448.

في المسيحية، يُقصد بالأسرار المقدسة مجموعات من الطقوس الغاية منها وبحسب الاعتقاد المسيحي هي «نوال نعمة سرية (غير منظورة) بواسطة مادة منظورة». وذلك وبحسب الاعتقاد المسيحي بفعل روح الله القدوس الذي حلَّ بمواهبه في يوم الخمسين على تلاميذ ورسل المسيح، وبحسب ما أسسه المسيح نفسه وسلَّمه للرسل وهم بدورهم سلَّموه للكهنة بوضع اليد الرسولية. (كورنثوس الأولى 23:11).

## ما هي الأسرار

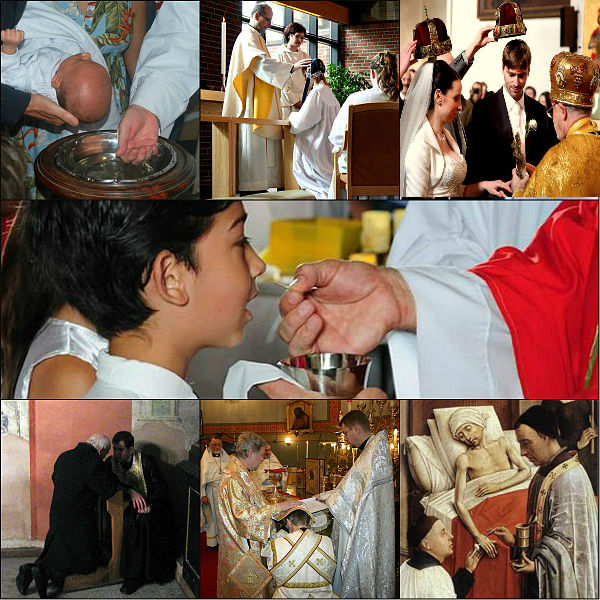
الأسرار السبعة المقدسة: المعمودية، الميرون، الزواج، الإفخارستيا، التوبة، الكهنوت ومسحة المرضى.

- سر المعمودية: فيُستخدم الماء كمادة منظورة للمعمودية لنعمة غير منظورة هي الميلاد الثاني (أعمال الرسل 16:22).
- زيت الميرون: الذي يحتوي على أنواع أطياب مختلفة إشارة إلى مواهب الروح القدس المتنوعة، وقد استخدمه الرسل كمسحة مقدسة (رسالة يوحنا الأولى 20:2، 27).
- القربان المقدس: أو سر الشكر (الافخارستيا) تناول جسد الرب ودمه والمصنوع من دقيق الحنطة ليتحول إلى غذاء سمائي وخبز سمائي هو جسد الرب (يوحنا 51:6)، وخمر عصير العنب كدمه (كورنثوس الأولى 24:11؛ سفر إشعياء 3:62).
- سر التوبة: أو سر الاعتراف ويكون وضع الصليب على الرأس هو المادة المنظورة لغفران الخطايا (يوحنا 23:20).
- سر مسحة المرضى: وفي سر مسحة المرضى يستخدم القنديل (زيت وفتيل) (لوقا 24:10؛ مر13:6؛ يع14:5).
- سر الزيجة: أو سر الزواج يكون الإكليل المقدس على رأس العريس والعروس إشارة إلى إكليل العفة والتقديس (نشيد الإنشاد 11:3).
- سر الكهنوت: وتكون المادة المنظورة هي اليد الأسقفية أو الكهنوت لمنح الموهبة والسر (سفر الأعمال 6:6؛ رسالة غلاطية 9:2؛ رسالة تيموثاوس الأولى 14:4؛ رسالة تيموثاوس الثانية 6:1؛ رسالة العبرانيين 2:6؛ تث9:34).

بحسب المعتقدات المسيحية تُمْنَح النِعَم غير المنظورة بواسطة مادة منظورة لأن الإنسان يحتاج إلى أن يشعر بشيء مادي واقعي لأنه في الجسد كقول القديس يوحنا ذهبي الفم: "لو أن نفسك عارية من الجسد لكانت عطايا الله توهَب لك على هذه الصورة، ولذلك استخدم السيد له المجد الطين لفتح أعين الأعمى (يوحنا 6:9)، وخرجت منه قوة من خلال أهداب ثوبه لشفاء نازِفة الدم، ووضع أصابعه في أذن الأصم ليسمع (مرقس 33:7)، وكان يشفي ويبارك بوضع يديه (مرقس 23:5؛ 5:6؛ 23:8؛ 16:10).

## معنى كلمة سر في الكتاب المقدس
1. وردت بمعنى «أمر خفي» (1صم 14:22؛ 2صم 23:23؛ مت19:1؛ يوحنا 28:11؛ أعمال الرسل 37:16).
2. وردت بمعنى «التدبير الإلهي» (الفوقاني) (رو 25:16-26؛ أف7:1، 9، 10؛ أف 9:3؛ 1تي 16:3).
3. وردت بمعنى «رمز نبوي» (دا 19:2-22؛ 47:2؛ رؤ 12:1، 20؛ 5:17).
4. وردت بمعنى «أسرار الملكوت» (مت 11:13؛ مر 11:4؛ لو 10:8).
5. كما وردت بمعنى «أسرار النبوات» و«أسرار الروح» و«سر الرب» و«سر الإنجيل» و«سر الإيمان» (عا 7:3؛ 1كو 2:14؛ مز 14:25؛ أم 32:3؛ أف 19:6؛ 1تي 9:3).

و يبقى تطبيق الأسرار رهناً بالطائفة المسيحية. إذ أن البروتستانت لا يؤمنون إلا بسرّي المعمودية وعشاء الرب.